# Łęczna (gmina)
Pour les articles homonymes, voir Łęczna.
Łęczna est une gmina urbaine-rurale (gmina miejsko-wiejska) de la powiat de Łęczna, dans la Voïvodie de Lublin, dans l'est de la Pologne.
Son siège administratif (chef-lieu) est la ville de Łęczna, qui se situe environ 23 kilomètres à l'est de la capitale régionale Lublin (capitale de la voïvodie).
La gmina couvre une superficie de 74,9 km2 pour une population de 25 178 habitants en 2006.

## Histoire
De 1975 à 1998, la gmina est attachée administrativement à l'ancienne voïvodie de Lublin.

Depuis 1999, elle fait partie de la nouvelle voïvodie de Lublin.

## Géographie
Outre la ville de Łęczna, la gmina inclut les villages de:

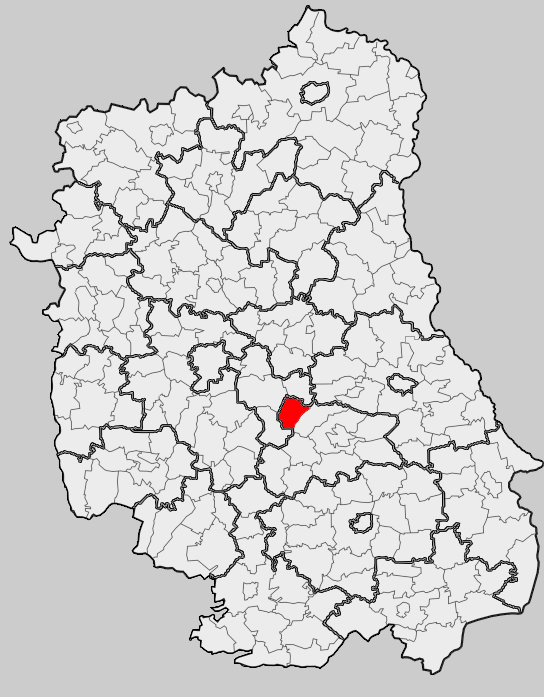
Position de la gmina dans la voïvodie

- Ciechanki Krzesimowskie
- Ciechanki Łęczyńskie
- Karolin
- Leopoldów
- Łuszczów-Kolonia
- Nowogród
- Piotrówek Drugi
- Podzamcze
- Rossosz
- Stara Wieś
- Stara Wieś-Kolonia
- Stara Wieś-Stasin
- Trębaczów
- Witaniów
- Zakrzów
- Zofiówka

### Gminy voisines
La gmina de Łęczna est voisine des gminy de:
- Ludwin
- Mełgiew
- Milejów
- Puchaczów
- Spiczyn
- Wólka

## Structure du terrain
D'après les données de 2002, la superficie de la commune de Łęczna est de 74,9 kilomètres carrés, répartis comme telle :
- terres agricoles : 82%
- forêts : 4%

La commune représente 11,82% de la superficie du powiat.

## Démographie
Données de 2013:
| Description        | Total  | Total | Femmes | Femmes | Hommes | Hommes |
| ------------------ | ------ | ----- | ------ | ------ | ------ | ------ |
| Unité              | Nombre | %     | Nombre | %      | Nombre | %      |
| Population         | 24 027 | 100   | 11 789 | 49,1   | 12 238 | 50,9   |
| Densité (hab./km²) | 319,6  | 319,6 | 156,8  | 156,8  | 162,8  | 162,8  |